# Elecciones generales del Reino Unido de 1945
Las elecciones generales del Reino Unido de 1945 se realizaron el 5 de julio de 1945. Tras el levantamiento del estado de guerra el 9 de mayo de 1945, como resultado de la rendición de Alemania firmada el día anterior, el presidente del Gobierno británico en funciones, Winston Churchill, convocó inmediatamente elecciones generales. El Gobierno británico permanecía en funciones desde el 2 de mayo de 1940 debido al estallido de la II Guerra Mundial, y el país no había podido renovar su Parlamento desde entonces.
A pesar del reconocido liderazgo de Winston Churchill durante la Segunda Guerra Mundial, el Partido Laborista venció por una de las mayorías más amplias de la historia del Reino Unido.

## Resultados
|  | 48.0 % |

|  | 39.6 % |

|  | 9.0 % |

|  | 3.7 % |

|  | 0.6 % |

|  | 0.2 % |

|  | 0.5 % |

|  | 0.4 % |

|  | 0.4 % |

|  | 0.3 % |

|  | 0.3 % |

|  | 0.2 % |

|  | 0.1 % |

|  | 0.5 % |

|  | 0.1 % |